# Wayne Maddison
Wayne Maddison (London (Canada), 1958) è un aracnologo canadese, principalmente interessato allo studio filogenetico, comportamentale ed evolutivo dei ragni della famiglia Salticidae.

## Biografia
Dopo essersi laureato in zoologia, nel 1980, all'Università di Toronto, conseguì, nel 1988, il dottorato presso l'Università di Harvard e successivamente, tra il 1988 e il 1990, un post-dottorato di ricerca all'Università di Berkeley finanziato dal NSERC canadese. Dal 1990 al 2003, fu assistente e professore associato all'Università dell'Arizona. Dal 2003, è ricercatore e professore ordinario presso la facoltà di zoologia e botanica dell'Università della Columbia Britannica, dove dirige anche il museo di storia naturale dell'istituto (Beaty Biodiversity Museum).
Il suo principale campo di interesse sono i ragni saltatori della famiglia Salticidae di cui ha curato, in particolare,  la classificazione tassonomica e lo studio evolutivo su base filogenetica, l'analisi della biodiversità infraspecifica e l'inquadramento zoogeografico. Nel corso delle sue ricerche, ha scoperto o riclassificato alcuni nuovi generi e specie (come diverse del genere Pelegrina, prima incluse in Metaphidippus) e fornito un contributo significativo allo studio comportamentale ed evolutivo del genere Habronattus.

## Pubblicazioni
- (EN) Wayne P. Maddison, A phylogenetic classification of jumping spiders (Araneae: Salticidae), in The Journal of Arachnology, vol. 43, n. 3, 2015,  pp. 231–292. URL consultato il 1º agosto 2025.